# Bundelknotszwam
De bundelknotszwam (Clavulinopsis fusiformis) is een schimmel in de familie Clavariaceae. Hij leeft saprotroof (?) tussen gras en mos in onbemeste graslanden, bermen of dijken, op zand of lemig zand, meestal kalkhoudend.

## Taxonomie
Clavulinopsis fusiformis werd voor het eerst beschreven in 1799 door de Engelse botanicus en mycoloog James Sowerby. In 1950 werd de soort overgeplaatst naar het geslacht Clavulinopsis door de Engelse mycoloog E.J.H. Corner. Moleculaire studies hebben aangetoond dat C. fusiformis deel uitmaakt van een soortencomplex. De naam "fusiformis" komt van het Latijnse woord voor "spoelvormig", wat verwijst naar de vorm van de vruchtlichamen.

## Kenmerken
De vruchtlichamen van Clavulinopsis fusiformis zijn cilindrisch, helder geel en kunnen tot 150 x 10 mm groot worden. Ze groeien in dicht bij elkaar. Microscopisch gezien hebben de hyfen een doorsnede van tot 12 μm en bevatten ze gespen. De basidiosporen zijn hyaliene, glad, met een diameter van 4,5 tot 7,5 μm en een grote apiculus (aanhangsel).

## Verspreiding
Clavulinopsis fusiformis komt oorspronkelijk uit Europa en is daar vrij algemeen. Buiten Europa is de verspreiding onzeker, vanwege verwarring met andere, verwante soorten. De soort is gemeld uit Noord-Amerika, Centraal- en Zuid-Amerika, en verschillende landen in Azië, waaronder Iran, China, Nepal en Japan. In Europa groeit de soort vaak in ongerepte graslanden (zoals weilanden en gazons), die nu een bedreigd habitat zijn. In Azië komt de soort voor in bossen, bijvoorbeeld in China in bossen die gedomineerd worden door Fargesia spathacea (bamboe) op een hoogte van 2600–3500 meter.
In Nederland komt de bundelknotszwam zeer zeldzaam voor. Hij staat op de rode lijst in de categorie 'Ernstig Bedreigd'.

## Eetbaarheid
In Nepal worden de vruchtlichamen van Clavulinopsis fusiformis vaak verzameld en geconsumeerd, waar de paddenstoel bekend staat als "Kesari chyau".